# La vida de Agustín Lara
La vida de Agustín Lara es una película musical mexicana de 1959 dirigida por Alejandro Galindo y protagonizada por Germán Robles, Lorena Velázquez y Ofelia Montesco. Es una película biográfica sobre la vida del músico Agustín Lara.

## Reparto
- Germán Robles como Agustín Lara.
- Lorena Velázquez como María Islas.
- Ofelia Montesco como La mariposa.
- Tito Junco como Manuel Rangel, el garbanzo.
- Antonio Prieto como Dr. Ortiz Tirado.
- Sara Montes como Violeta.
- Fanny Schiller como Sra. Esperia, patrona del burdel.
- Pilar Pellicer como Admiradora joven.
- Jorge Russek como Rodolfo, coronel.
- Miguel Ángel Ferriz como Emilio Azcárraga.
- Pin Crespo como Pura.
- Emma Grise como Amante celosa del garbanzo.
- León Barroso como Productor de película.
- Rafael Estrada como Director de película.
- Amparo Montes como Cantante.
- Julio Aldama como Cantante (no acreditado).
- Daniel Arroyo como Invitado a fiesta (no acreditado).
- Antonio Brillas como Martín (no acreditado).
- Gloria Cansino como Amiga de María en fiesta (no acreditada).
- María Luisa Cortés como Invitada a fiesta (no acreditada).
- Felipe del Castillo como Mayordomo (no acreditado).
- María Duval como María Luisa Olguín (no acreditada).
- Fernando Fernández como Cantante (no acreditado).
- Raúl Guerrero como Empleado cementerio (no acreditado).
- Graciela Lara como Novia en Veracruz (no acreditada).
- Pedro León como Empleado de burdel (no acreditado).
- Mikaela como Cantante (no acreditada).
- Guillermo Ramírez como Hombre en cantina (no acreditado).
- Amelia Rivera como Espectadora en programa de radio (no acreditada).
- Carmen Romano como Pupila del burdel (no acreditada).
- Roberto Spriu como Locutor de programa de radio (no acreditado).
- Miguel Suárez como Toledito (no acreditado).
- Manuel Trejo Morales como Cliente de burdel (no acreditado).
- Pedro Vargas como Cantante (no acreditado).
- Celia Viveros como Sirvienta del coronel (no acreditada).